# 도요다 요헤이
도요다 요헤이(일본어: 豊田 陽平, 1985년 4월 11일 ~ )는 일본의 축구 선수로, 포지션은 공격수이다.

## 클럽 경력
세이료 고등학교에서 본격적으로 축구 선수로서의 길을 걷기 시작하였고, 2004년 나고야 그램퍼스에 입단하였다. 데뷔 2년차인 2005년 7월 13일 가시마 앤틀러스를 상대로 리그 데뷔골을 기록한 것을 시작으로 리그 20경기에서 4골을 기록하였다. 하지만 2006년 주전 경쟁에서 밀리는 모습을 보이자 2007년 몬테디오 야마가타로 임대 이적하였다. 2007년 7월 1일 리저브 리그 요코하마 F. 마리노스와의 경기에서 소장을 다치는 큰 부상을 입어 한동안 경기에 나서지 못하였다.
야마가타에서의 임대가 종료된 후인 2009년 교토 상가 FC로 이적하였으나 리그 21경기 1골의 부진을 겪으며 이듬해 사간 도스로 임대 이적하였다. 도스 소속으로 J2에서 2시즌 간 36골을 몰아치는 활약을 펼쳐 감바 오사카, 시미즈 에스펄스 등에서 이적 제안을 받았으나 도스로의 완전 이적을 결정하였다. 2012 시즌 J1으로 승격한 사간 도스에서 리그 33경기에서 19골을 기록하는 좋은 활약을 펼쳐 시즌 종료 후 리그 베스트 11에 선정되었으며, 상하이 선화로부터 거액의 제안을 받기도 하였다. 2013 시즌엔 리그에서 20골, 2014 시즌엔 리그에서 15골을 기록하며 J리그 역사상 4번째로 3시즌 연속 J1에서 15골 이상을 기록한 일본인 선수가 되었다.
2018년 1월 4일에 울산 현대로 1년 임대 이적하였지만, K리그 적응에 실패하여 9경기 2골에 그쳤고, 원 소속팀인 사간 도스의 요청으로 K리그 진출 6개월만에 J리그에 임대 복귀하였다.

## 국가대표팀 경력
2008년 하계 올림픽 부문에 일본 U-23 국가대표팀 소속으로 출전하였다. 대회에서 조별 라운드 3경기에 모두 출전하여 팀의 유일한 득점을 기록하였다.
2013년 EAFF 동아시안컵에 참가할 일본 국가대표팀에 발탁되었으며, 7월 25일 오스트레일리아와의 경기에서 데뷔했다. 2014년 11월 14일 열린 온두라스와의 경기에선 A매치 데뷔골을 기록하였다. 2015년 AFC 아시안컵에도 출전했다. 그는 2015년까지 국제 A매치 통산 8경기에 출전, 1득점을 넣었다.

## 통계
| 일본 | 일본 | 일본 |
| 연도 | 출전 | 득점 |
| ---- | ---- | ---- |
| 2013 | 3    | 0    |
| 2014 | 3    | 1    |
| 2015 | 2    | 0    |
| 통산 | 8    | 1    |